# Natuurpark Albufera

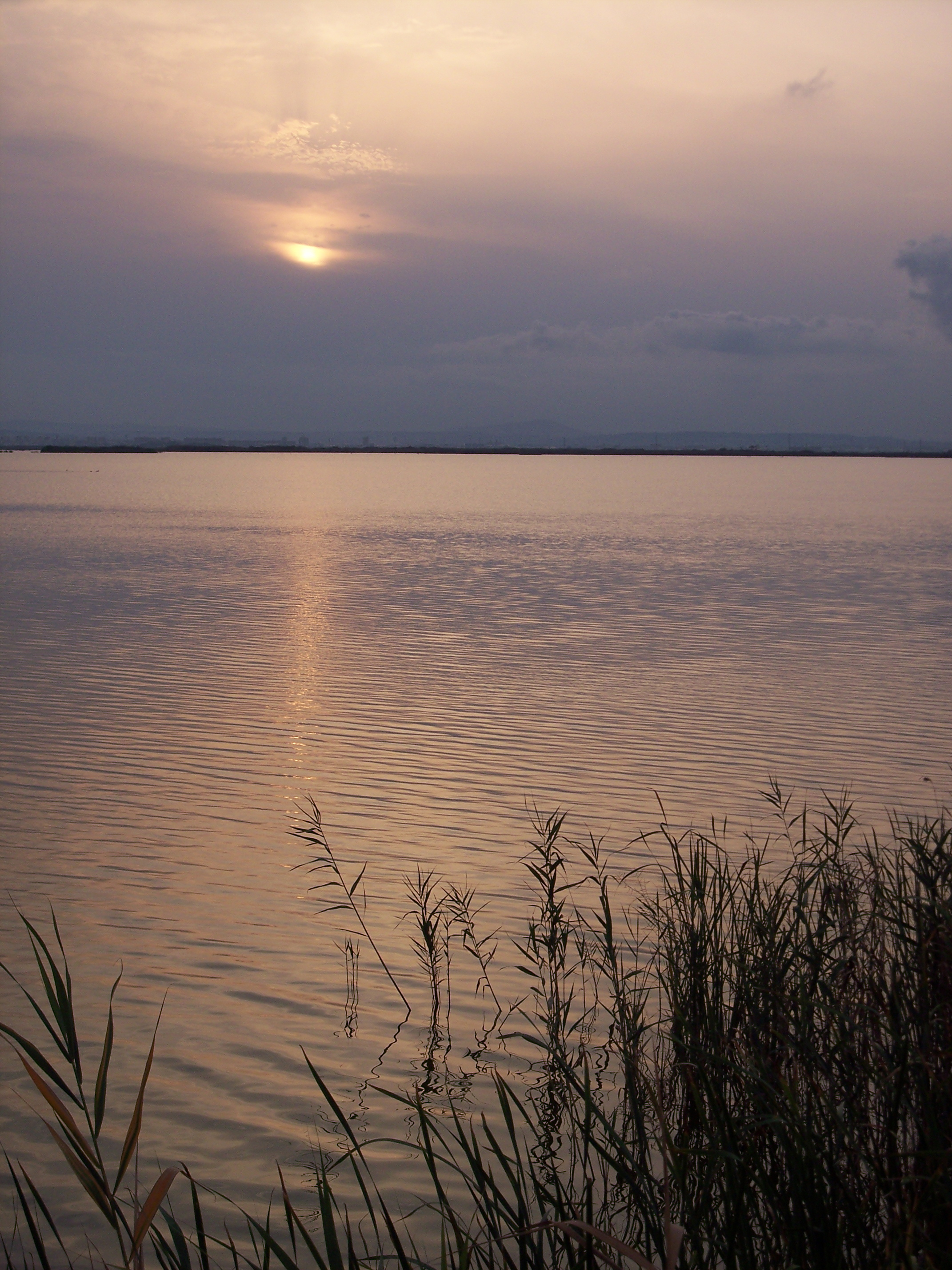
Natuurpark Albufera

L'Albufera (volledige naam Parc Natural de l'Albufera de Valencia) is een natuurpark (sedert 1988) in Spanje. Het is een lagune, gelegen op circa 20 kilometer ten zuiden van Valencia: een lange duinenrij scheidt het zoetwatermeer van de Middellandse Zee.
Totale oppervlakte: 5880 Ha. 

Oppervlakte van het meer: 2837 Ha.
 
Oppervlakte landelijk gebied: 850 Ha. 

Oppervlakte visvangst en landbouw: 1890 Ha.

Een groot gedeelte van de Spaanse rijst wordt geteeld in de Albufera, en de regio wordt dan ook door de Spaanse staat erkend als bakermat van de paella.